# Wilhelm Heinrich Wackenroder
Wilhelm Heinrich Wackenroder écrivain et juriste prussien, né le 13 juillet 1773 à Berlin et mort très jeune, le 13 février 1798 dans la même ville. Un des fondateurs avec Johann Ludwig Tieck, du Romantisme Allemand.
Wackenroder, en collaboration avec Tieck, est l’auteur d’un livre original, bien représentatif du premier romantisme allemand : Les Épanchements d’un moine ami des Arts (Herzensergiessungen eines kunstliebenden Klosterbruders, 1797). Il s’agit des confessions d’un moine qui, à la fin de sa vie, avoue confondre dans son enthousiasme l’art et la religion. Un moine nostalgique de l’Italie « terre promise de l’art », dont les confessions livrent, dans un style d’une naïveté recherchée, des souvenirs et des rêves, faisant référence à la Renaissance, mêlant les deux peintres emblématiques Raphaël et Dürer,  ainsi que les primitifs italiens comme Le Pérugin ou Piero di Cosimo. Les Épanchements d’un moine ami des Arts fait très nettement référence au livre précurseur de Giorgio Vasari : Les Vies des meilleurs peintres, sculpteurs et architectes.
L'édition critique de Les Épanchements d’un moine ami des Arts en langue française par Olivier Schefer et Charles Le Blanc a été publiée en 2009 chez José Corti sous le titre : Épanchements d'un moine ami des arts, suivi de Fantaisies sur l'art  (ISBN 978-2-7143-0976-1)
La traduction en français par Armel Guerne des textes suivants a été publiée dans Les Romantiques allemands, Desclée de Brouwer, 1956 et 1963, rééd. Phébus, 2004 :
- Digne mémoire de notre aïeul très-vénéré Albrecht Dürer, 1796,
- De deux langages merveilleux et de leur pouvoir mystérieux, 1797,
- Le Merveilleux Conte oriental du saint ermite nu, 1799.